# Gaudichaudia cynanchoides
Gaudichaudia cynanchoides là một loài thực vật có hoa trong họ Malpighiaceae. Loài này được Kunth mô tả khoa học đầu tiên năm 1822.